# Porträt der Eirene

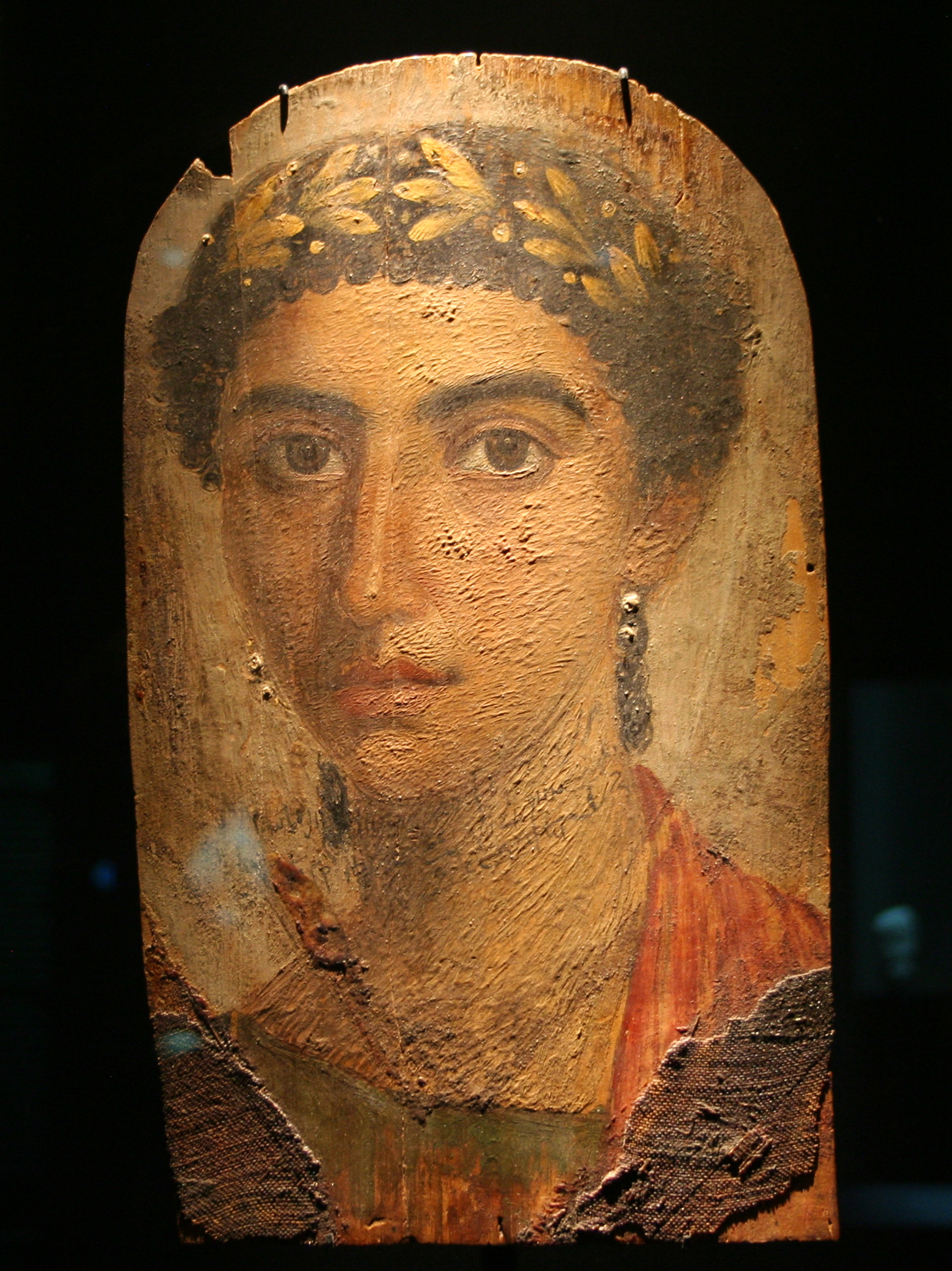
Porträt im Landesmuseum Württemberg, Stuttgart

Das Porträt der Eirene ist ein realistisch anmutendes ägyptisches Mumienporträt aus der Mitte des 1. Jahrhunderts n. Chr. Das Artefakt ist aufgrund seiner ausführlichen Inschrift in demotischer Schrift einmalig.
Wie andere Mumienporträts wurde es mittels der Technik der Enkaustik auf eine einen Millimeter starke Tafel aus Lindenholz gemalt. Die Tafel ist am oberen Ende halbrund zugeschnitten und folgt dort annähernd der Kopfform des Porträts. Sie war auf der Kopfseite der Mumie eingebunden, Reste der Bandagierung sind auf Höhe der Schlüsselbeine zu erkennen. Die Tafel ist 37,2 cm hoch und 22,2 cm breit. Gezeigt wird die Büste einer jungen Frau („Schulterstück“) in Frontalansicht, den Kopf aus Betrachtersicht leicht nach links gedreht. Im Haar trägt sie einen goldenen Lorbeerkranz. Die kurzen Haare sind zu sehr feinen, kleinen Löckchen gedreht. Die großen Augen unter den dicken Augenbrauen wie auch die schmalen, vollen Lippen zeigen kaum eine Gefühlsregung, vermitteln den Eindruck von Distanziertheit. In den grob ausgearbeiteten Ohren trägt Eirene längliche, silberne Anhänger. Die Nase ist recht groß und erhöht den Eindruck eines etwas länglichen, schmalen Gesichts. Die Schultern sind von einem rötlich-braunen Gewand bedeckt.
Die Tafel trägt eine dreizeilige demotische Inschrift, die unter dem Kinn quer über den Hals und darüber hinaus aufgebracht ist: „Eirene, Tochter des Silvanos, ihre Mutter ist Senpnoutis. Möge ihre Seele leben vor Osiris-Sokaris, dem großen Gotte, dem Herrn von Abydos, ewiglich.“ Die Lesung insbesondere bezüglich des Vaternamens ist unsicher. Es ist die einzige bekannte demotische Inschrift auf einem Mumienporträt, während demotische Beschriftungen auf sogenannten Mumienetiketten häufig sind. Alle anderen bekannten und beschrifteten Mumienporträts tragen hingegen griechische Inschriften. Die demotische Schrift wurde noch bis in die erste Hälfte des ersten Jahrhunderts häufig verwendet, danach bis ins 3. Jahrhundert mit abnehmender Häufigkeit nur noch für religiöse Texte. Dazu passt, dass das Mumienporträt in die 40er Jahre des ersten Jahrhunderts datiert wird und damit eine der frühesten derartigen Abbildungen ist und zudem eine Beschriftung mit religiösem Bezug aufweist.
Die Tafel zeigt die intensive kulturelle Durchdringung von ägyptischen, hellenistischen und römischen Kultureinflüssen. Der Name der Eirene ist aus dem Griechischen, möglicherweise römisch beim Vater (Gräzisierung des lateinischen Namens Silvanus) und ägyptisch-theophor bei der Mutter, die Gottheiten sind ägyptisch, der Stil des Porträts, des Haarkranzes und des Ohrenschmucks ist typisch römisch. Nur sehr wenige Mumienporträts tragen Inschriften, und wenn, dann meistens nur den Namen oder eine Berufsbezeichnung, aber keine weiteren Informationen. Mehr Informationen über Eirene sind somit nicht bekannt, doch kann man davon ausgehen, dass sie aus einer ethnisch gemischten Familie der gehobenen Mittel- oder Oberschicht stammte. 
Obwohl das Bildnis so wirkt, als würde es sehr individuelle Züge zeigen, nehmen einige Forscher an, dass es sich dabei nicht konkret um ein Porträt der verstorbenen Eirene handelt, sondern um ein individuell angepasstes Serienprodukt eines auf derartige Arbeiten spezialisierten Kunsthandwerkers. Andere Forscher gehen hingegen davon aus, dass die Bilder schon zu Lebzeiten geschaffen wurden und dann bis zur Bestattung im Haus verwahrt wurden, was für weitaus mehr Individualität sprechen würde.
Das Porträt der Eirene stammt aus der Sammlung des Ernst Sieglin und ist heute  unter Inventarnummer 7.2  Teil der Antikensammlung des Landesmuseums Württemberg. Der ursprüngliche Fundort ist unbekannt.